# Venus från Petřkovice

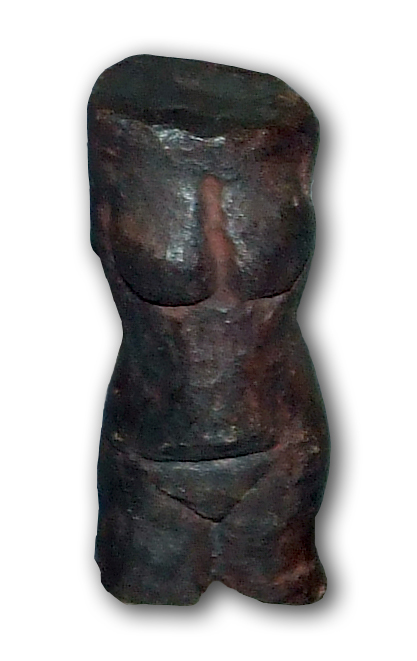
Kopia av Venus från Petřkovice på Nationalmuseet i Prag

Venus från Petřkovice , som ibland kallas Venus från Landek, är en venusfigurin, som upptäcktes i Tjeckien.
Venus från Petřkovice är 4,6 centimeter hög och huggen i hematit och uppskattas vara 23 000 år gammal. Den upptäcktes 1953 vid utgrävning av en boplats för mammutjägare från yngre gravettienkulturen på kullen Landek i Petřkovice, norr om Ostrava i  Tjeckiska Schlesien i Tjeckien, av arkeologen Bohuslav Klima.  
Venus från Petřkovice finns på det arkeologiska institutet i Brno. 